# Luís Romano de Madeira Melo
Luís Romano de Madeira Melo (Vila de Ponta do Sol, 6 de Outubro de 1922 - Natal, 22 de janeiro de 2010) foi um poeta, romancista e folclorista cabo-verdiano, com trabalhos em português e em crioulo cabo-verdiano da ilha de Santo Antão, idioma que preferia designar por "língua cabo-verdiana".
Idealista, polígrafo independente, a sua produção tem sido editada em órgãos literários locais e internacionais. Grande parte da temática de Luís Romano gira em torno de sua terra natal, Cabo Verde, que ele designa como "Kabverd". Visceralmente realista, consagrou sua vida literária ao empenho de dignificar a cultura e a civilização caboverdianas. Preocupação e apoio estimulante: estabelecimento oficial da língua materna do Kriolander em todo o Arquipélago. Personificando ansiedade dos conterrâneos desalienados, ele se tornou pioneiro em sacrificar-se, ao conseguir com destemor e risco de vida, a publicação do primeiro romance de denúncia nativa, Famintos, sobre a tragédia do povo caboverdiano durante o período flagicioso da década de 1940. Os manuscritos desse romance foram trazidos de Cabo verde colados ao longo do seu corpo para escapar à censura política.
No final dos anos 50 do século XX, Luís Romano aderiu aos ideais da independência, tendo chegado a desempenhar cargos de direção no PAIGC, sendo perseguido pela PIDE. Fugiu para Argel e Paris e exilou-se, depois, no Brasil, onde viveu desde 1962.

## Obras
- Os Famintos (1962): romance em língua portuguesa.
- Clima (1963): poemas em língua portuguesa, crioulo cabo-verdiano e francês
- Cabo Verde-Renascença de uma Civilização no Atlântico Médio (1967): colectânea de poemas e contos em português e crioulo cabo-verdiano.
- Negrume/Lzimparin (1973): contos em crioulo cabo-verdiano, com tradução para língua portuguesa.
- Ilha (1991): contos da "Europáfrica" e da "Brasilamérica" em português e, em parte, em crioulo cabo-verdiano

Contos
- "Nho Zidôr" (in Ilha), "Pasaport Kabverd" (in Ilha), "Daluz" (in Negrume), "Tánha" (in Negrume), "Destino" (in Negrume), "Estórias de Tipêde i Tilôbe" (in Cabo Verde-Renascença de uma Civilização…)